# Apostolski Ruch Bożego Miłosierdzia
Apostolski Ruch Bożego Miłosierdzia – ruch odnowy w Kościele katolickim, głoszący orędzie Miłosierdzia Bożego, modlący się o nawrócenie grzeszników, wypraszając miłosierdzie dla siebie i świata.
Obejmuje on zgromadzenia zakonne męskie i żeńskie, kontemplacyjne i czynne, stowarzyszenia, bractwa, apostolaty oraz ludzi świeckich.
Zadaniem jego jest szerzenie w Kościele i świecie czci Miłosierdzia Bożego, poprzez świadectwo życia w duchu zawierzenia Bogu (pełnienie Jego woli) i czynnej miłości bliźniego, poprzez dzieła miłosierdzia, czyny i modlitwę, zwłaszcza praktykę nabożeństwa do Miłosierdzia Bożego w formach podanych przez św. Siostrę Faustynę Kowalską. 
Ruch zrodził się z jej charyzmatu i doświadczenia mistycznego.
Jezus wprost zażądał, aby było „zgromadzenie takie”, które będzie głosiło miłosierdzie Boga światu i wypraszało je dla świata (Dz. 436). Siostra Faustyna sądziła początkowo, że ma to być klasztor kontemplacyjny, ale wkrótce Jezus dał jej poznać, że będzie to wielkie dzieło w Kościele, łączące ludzi o różnych powołaniach, którzy zafascynowani miłosierną miłością Boga do człowieka, z nową mocą na różne sposoby będą głosić tę biblijną prawdę całemu światu.
Niektóre fragmenty Dzienniczka św. Siostry Faustyny Kowalskiej mówiące o Apostolskim Ruchu Bożego Miłosierdzia:

[Żądam], aby było zgromadzenie to jak najprędzej założone – i ty w nim żyć będziesz z towarzyszkami swymi. Duch Mój będzie regułą życia waszego. Życie wasze ma być na Mnie wzorowane, od żłóbka aż do skonania na krzyżu. Wniknij w tajemnice Moje i poznasz przepaść miłosierdzia Mojego ku stworzeniom i niezgłębioną dobroć Moją – i tę dasz poznać światu. Będziesz przez modlitwę pośredniczyć między ziemią a niebem.

{{Cytat}} Linki zewnętrzne: "źródło".

Dał mi Pan poznać w trzech jakby odcieniach swą wolę, lecz to jedno jest. 
Pierwsze jest, gdzie dusze odosobnione od świata palić się będą w ofierze przed tronem Bożym i upraszać miłosierdzie dla świata całego... I wypraszać błogosławieństwo dla kapłanów, i modlitwą swoją przygotowywać będą świat na ostateczne przyjście Jezusa. 
Drugie: jest modlitwa połączona z czynem miłosierdzia. Szczególnie bronić będą duszy dziecka przed złym. Modlitwa i czyn miłosierdzia zawiera w sobie wszystko, co te dusze czynić mają, a do grona ich mogą być przyjęte nawet najbiedniejsze, i w egoistycznym świecie będą się starały rozbudzić miłość, miłosierdzie Jezusa.
Trzecie: jest modlitwa i uczynność miłosierdzia nie obowiązująca żadnym ślubem, lecz za ich wykonanie będą mieli udział we wszystkich zasługach i przywilejach całości. Do tego odcienia mogą należeć wszyscy ludzie na świecie żyjący.

{{Cytat}} Linki zewnętrzne: "źródło".
Dziś ruch rozwija się na całym świecie, najprężniej w Argentynie, Brazylii, Irlandii, Meksyku, USA, Włoszech, Afryce oraz na Filipinach.